# Острів Крупський
Острів Крупський (пол. Ostrów Krupski) — село в Польщі, у гміні Красностав Красноставського повіту Люблінського воєводства.
Населення — 315 осіб (2011).
У 1975-1998 роках село належало до Холмського воєводства.
Найближчі села — Крупе (на відстані 3 км), Баньковщизна (4 км), Сінниця Королевська Мала (4 км), Чорнозем (1 км), Стойло (2 км).
В Острові Крупському є римо-католицький костел «Матері Божої Ченстоховської» з 1946 року.
До 1875 року це була парафія Української Греко-католицької Церкви. Потім в Російській імперії — зайняла Російська Православна Церква Московської Патріархії.
Острів Крупський має природний заповідник, готель і ресторан для туристів.

## Демографія
Демографічна структура станом на 31 березня 2011 року:
|          | Загалом | Допрацездатний вік | Працездатний вік | Постпрацездатний вік |
| -------- | ------- | ------------------ | ---------------- | -------------------- |
| Чоловіки | 155     | 28                 | 91               | 36                   |
| Жінки    | 160     | 36                 | 73               | 51                   |
| Разом    | 315     | 64                 | 164              | 87                   |